# Brahim Roudani
Brahim Roudani (né Si Adi Addou Ben Brahim en 1907 à Taroudant et mort assassiné le 5 juillet 1956 par des membres du Croissant noir à Casablanca) est un riche commerçant et résistant marocain au colonialisme français. Il est membre fondateur de l'organisation secrète marocaine « Al-Mounaddama Sirriya » à la fin des années 1940.

## Biographie
Brahim Roudani est issu d'une famille chleuhe, et né en 1907 à Taroudant dans la région du Souss. Il s'installe dans les années 1930 à Casablanca où il ouvre une boucherie. Pendant les années 1940, il s'enrichit et crée une usine d'eau de Javel. Il adhère au parti de l'Istiqlal lors de création en 1943, mais n'apprécie guère la direction bourgeoise du parti.
Dès 1952, sans pour autant passer à l'acte lui-même, il catalyse les énergies meurtrières et devient rapidement le parrain de la résistance casablancaise. Et joue, à partir de Casablanca, un rôle majeur dans le renforcement de la résistance rurale, à travers un réseau d'épiciers dans sa ville d'origine, Taroudant. Il mettait à la disposition du mouvement de résistance, armes et argent afin de les aider à combattre l'occupant. Arrêté puis torturé au centre de détention Darkoum en juin 1954, il en sort affaibli.

## Assassinat
À l'orée de l'Indépendance, il tente de jouer le médiateur pour unir les factions armées. Jugé populiste et peu fiable, il est attaqué et abattu par quatre membres marocains du Croissant noir le 5 juillet 1956.